# كازواكي مينامي
كازواكي مينامي (باليابانية: 南和彰؛ بالكانا: みなみ かずあき) هو لاعب كرة قاعدة ياباني، ولد في 27 أغسطس 1981 في هيوغو في اليابان.

## روابط خارجية
- كازواكي مينامي على موقع الدوري الياباني لكرة القاعدة (الإنجليزية)